# Lessing-Stadtteilschule
Die Lessing-Stadtteilschule im Hamburger Stadtteil Wilstorf ist eine staatliche Stadtteilschule mit integrierter gymnasialer Oberstufe.

## Geschichte

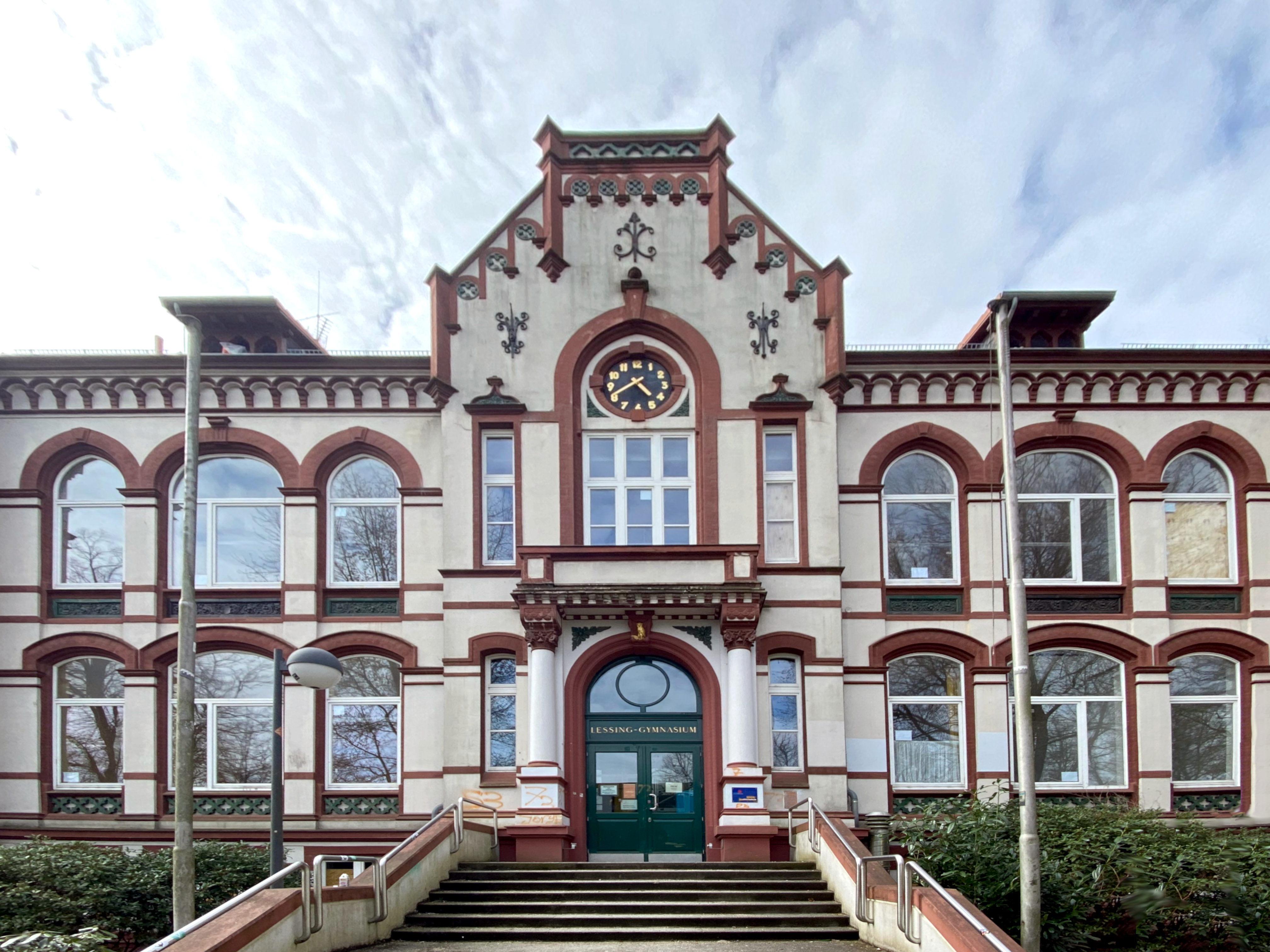
Altes Schulgebäude der Lessing-Stadtteilschule Am Soldatenfriedhof 21

Das Lessing-Aufbaugymnasium wurde 1973 gegründet. Ab 1976 nutzte das Aufbaugymnasium die Gebäude des ehemaligen Lyzeums am Soldatenfriedhof aus dem Jahr 1902. Dieses Jugendstilgebäude steht trotz erheblicher Bombenschäden aus dem Zweiten Weltkrieg und des nicht originalgetreuen Wiederaufbaus in den 1950er Jahren unter Denkmalschutz. Ab 1995 wurde das Gebäude restauriert und den damaligen Bedürfnissen des Aufbaugymnasiums angepasst.
2010 wurden im Rahmen der Hamburger Schulreform sämtliche Haupt-, Real- und Gesamtschulen wie auch gymnasiale Sonderformen (Aufbaugymnasien, selbständige Oberstufen) Hamburgs abgeschafft und durch Stadtteilschulen ersetzt bzw. Gymnasien angegliedert. Im Zuge dieser Reform wurde die Haupt- und Realschule Sinstorf (Sitz Sinstorfer Weg 40), die Haupt- und Realschule Hanhoopsfeld (Hanhoopsfeld 21) mit dem Lessing-Gymnasium (Am Soldatenfriedhof 21) unter Weiternutzung der Schulgebäude fusioniert. Die neue Schule hieß erst Stadtteilschule Hanhoopsfeld/Sinstorf, und wurde dann in Lessing-Stadtteilschule umbenannt. 
Am Standort Sinstorf erfolgte nun der Unterricht für die 5. bis 8. Klasse, in Hanhoopsfeld wurden die 9. und die 10. Klasse unterrichtet und für die Vorstufe und die Oberstufe wurde der Standort Soldatenfriedhof verwendet. Die Vorstufe soll Schülern mit einem überdurchschnittlichen mittleren Abschluss die allgemeine Hochschulreife (Abitur) ermöglichen. Dort werden die Schüler für den Unterricht in der Oberstufe vorbereitet. Der Unterricht in der Oberstufe fand schulübergreifend mit der Stadtteilschule Ehestorfer Weg statt. Der so zu erlangende Abschluss wird durch das erfolgreiche Absolvieren des Hamburger Zentralabiturs erreicht.
Seit Februar 2019 findet der Unterricht nur noch an einem Standort statt, in neu errichteten Gebäuden am Hanhoopsfeld 21. In das Sinstorfer Gebäude ist im Sommer 2020 die neu gegründete Grundschule Sinstorfer Weg eingezogen. Das denkmalgeschützte Gebäude Am Soldatenfriedhof 21 soll ab 2021 von einer neu gegründeten Grundschule (Schule am Park) genutzt werden.

## Standort und Architektur

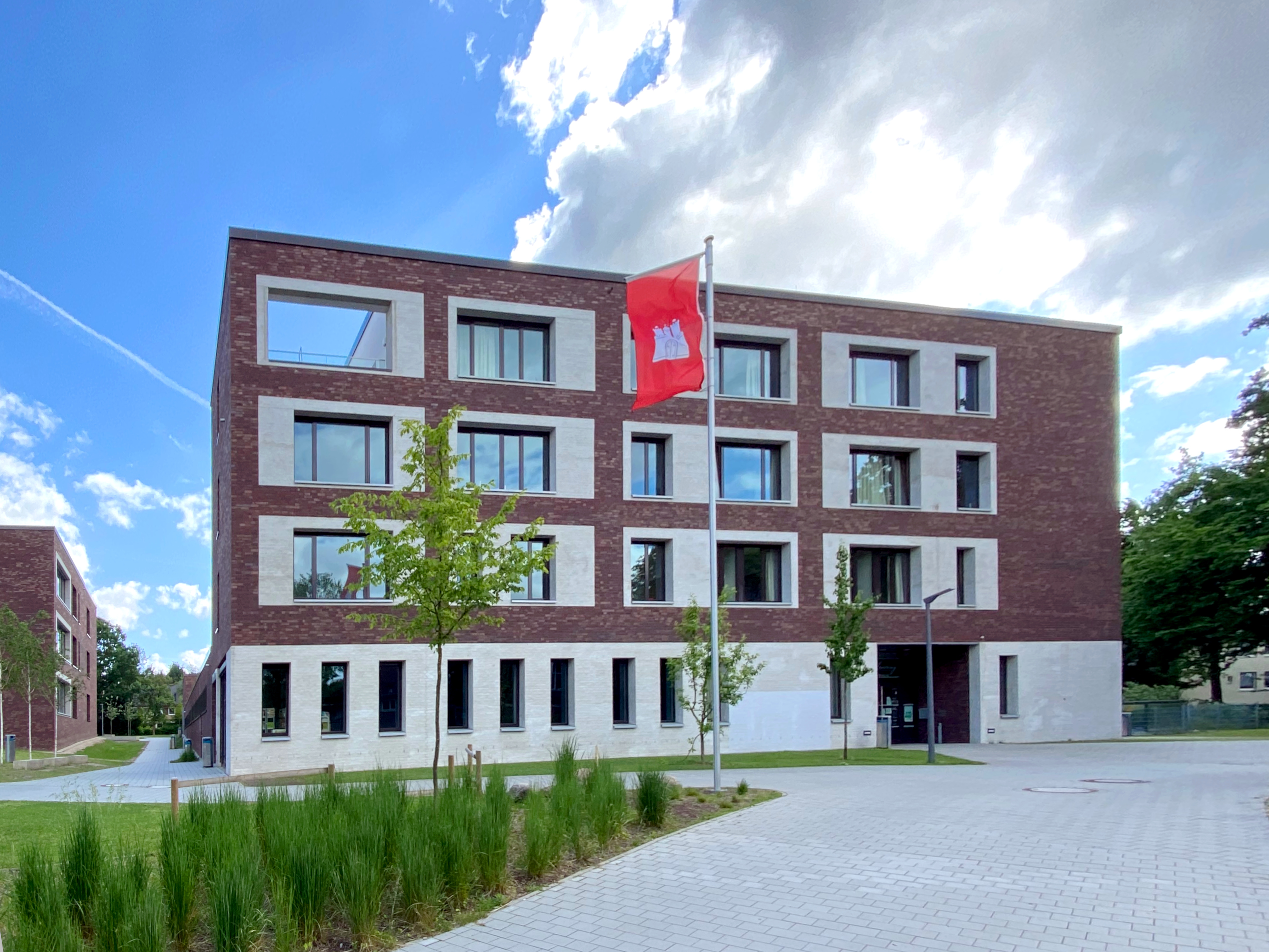
Neubauten am Hanhoopsfeld, Nordseite des Hauses „Nathan“ mit Haupteingang

Der Standort Hanhoopsfeld befindet sich im Süden des Stadtteils Wilstorf, etwas östlich der Winsener Straße. Das etwa 24.000 m² große Schulgelände grenzt unmittelbar an das Alexander-von-Humboldt-Gymnasium, mit dem eine 2019 eingeweihte Mehrzweckhalle („Arena“) gemeinsam genutzt wird.
Der Grundstein für die Ursprungsbebauung der Schule Hanhoopsfeld wurde 1956 gelegt, 1957 fand die Einweihung der ersten Pavillonbauten statt. 1958 wurden Kreuzbau und Turnhalle („Seitzhalle“ Typ 1) fertig, 1960 das Verwaltungsgebäude und 1964 Fachtrakt und freistehender Musikraum. Alle diese Bauten waren Serienentwürfe des Hamburger Hochbauamtes unter Paul Seitz. Zwölf der Bestandsgebäude wurden ab 2017 abgerissen, um das Baufeld für den Neubau freizumachen. Nur eine Gymnastikhalle und ein neuerer Pavillon im Südostbereich des Geländes blieben bestehen.
Die Architekten für den Neubau am Hanhoopsfeld wurden 2013 in einem Wettbewerb ausgewählt. Das Zentrum des realisierten Entwurfs bilden vier zueinander versetzte Solitäre, die vom Sporthallen-Komplex im Westen und einem abgesetzten Bau im Osten flankiert werden. Das Gelände fällt vom Hanhoopsfeld nach Osten merklich ab, manche der Hänge sind mit Sitzreihen gestaltet. Die Fassaden der Gebäude sind mit rotem Klinker verkleidet, akzentuiert durch weiße Elemente. Die gesamte Bruttonutzfläche des Neubaus beträgt 16.590 m². 2019 bezog die Lessing-Stadtteilschule den Neubau am Hanhoopsfeld. Die sechs Gebäude sind nach Figuren aus den Lessing-Dramen Emilia Galotti und Nathan der Weise benannt.

## Bekannte Absolventen
- Dagmar Berghoff (* 1943), TV-Moderatorin, Abitur 1962 am vorherigen Lyzeum am Soldatenfriedhof
- Sophie Schütt (* 1974), Fernsehschauspielerin, Schülerin am Lessing-Aufbaugymnasium
- Melanie Leonhard (* 1977), Politikerin (SPD), Abitur 1996 am Lessing-Aufbaugymnasium
- Eren Şen (* 1984), Fußballspieler, Schüler am Lessing-Aufbaugymnasium